# Bela Crkva, Krupanj
Bela Crkva (izvirno srbsko Бела Црква) je naselje v Srbiji, ki upravno spada pod Občino Krupanj; slednja pa je del Mačvanskega upravnega okraja.

## Demografija
V naselju živi 607 polnoletnih prebivalcev, pri čemer je njihova povprečna starost 41,7 let (40,4 pri moških in 43,2 pri ženskah). Naselje ima 234 gospodinjstev, pri čemer je povprečno število članov na gospodinjstvo 3,23.
To naselje je, glede na rezultate popisa iz leta 2002, večinoma srbsko, a v času zadnjih treh popisov je opazno zmanjšanje števila prebivalcev.
|  |

| Demografija | Demografija     | Demografija     |
| Leto        | Št. prebivalcev | Št. prebivalcev |
| ----------- | --------------- | --------------- |
|             |                 |                 |
|             |                 |                 |
|             |                 |                 |
|             |                 |                 |
| 1948        | 1053            |                 |
| 1953        | 1080            |                 |
| 1961        | 998             |                 |
| 1971        | 926             |                 |
| 1981        | 888             |                 |
| 1991        | 866             | 866             |
| 2002        | 764             | 755             |
|             |                 |                 |

| Etnična sestava po popisu iz leta 2002 | Etnična sestava po popisu iz leta 2002 | Etnična sestava po popisu iz leta 2002 | Etnična sestava po popisu iz leta 2002 | Etnična sestava po popisu iz leta 2002 |
| -------------------------------------- | -------------------------------------- | -------------------------------------- | -------------------------------------- | -------------------------------------- |
| Srbi                                   | Srbi                                   |                                        | 742                                    | 98,27%                                 |
| Jugoslovani                            | Jugoslovani                            |                                        | 3                                      | 0,39%                                  |
| Hrvati                                 | Hrvati                                 |                                        | 1                                      | 0,13%                                  |
| Neznano                                | Neznano                                |                                        | 3                                      | 0,39%                                  |